# عملیات باگراتیون
عملیات باگراتیون یا عملیات باگریشن عملیاتی بزرگ در طی جنگ جهانی دوم بود که توسط ارتش سرخ شوروی و به منظور پاکسازی نیروهای آلمانی در بلاروس، اوکراین و لهستان صورت گرفت. نام این عملیات از پیوتر باگراتیون، ژنرال نیروی زمینی روسیه که در جریان جنگ بورودینو مجروح شد، اقتباس شده بود.